# Marguerite Yon
Marguerite Yon, née Marguerite Calvet, est une archéologue et historienne française spécialiste du Proche-Orient ancien. Elle est surtout connue pour ses travaux archéologiques sur Chypre et sur Ougarit en Syrie. 

## Biographie
Directrice de recherche au CNRS, Marguerite Yon s'intéresse particulièrement à la céramique antique. Elle a dirigé la mission archéologique française de Salamine et de Kition de Chypre, et les ports chypriotes, comme le port de guerre de Kition (aujourd'hui Larnaca) ou les sanctuaires phéniciens de l'île,.Elle a dirigé les publications des séries Salamine de Chypre, et Kition-Bamboula. Sabine Fourrier (Maison de l'Orient, Lyon) lui a succédé depuis 2008.
Marguerite Yon a dirigé la Mission archéologique française de Ras Shamra-Ougarit pendant vingt ans, entre 1978 et 1998,,. Sous sa direction, seize volumes de résultats sont publiés par la mission. Cette période voit la découverte d'un nombre important de documents sur le site archéologique, dans ce qui est parfois appelé un « miracle ». L'équipe découvre en effet plusieurs centaines de tablettes gravées et couvertes d'écriture. Cela aide à confirmer l'importance de la civilisation relativement oubliée d'Ougarit dans l'histoire du Levant et de l'écriture. Après son retrait en 1999, son frère et proche collaborateur, Yves Calvet, lui succède.
Marguerite Yon s'implique dans le conseil à d'autres chercheurs, notamment en aidant à former les archéologues des pays concernés par ses recherches, par exemple au Liban, où elle conseille et guide des archéologues libanais sur certaines questions.
Elle reçoit la médaille d'argent du CNRS en 1992 en récompense de ses recherches et de ses travaux scientifiques. Elle obtient le titre de professeure émérite à l'université Lumière-Lyon-II. Élue en 2000 membre de l'Académie des sciences, belles-lettres et arts de Lyon, en 2015, elle en devient la première femme présidente depuis la fondation de l'Académie 10.   

## Distinctions
- Médaille d'argent du CNRS (1992)

## Publications
-La Tombe T. I du XI e s. av. J.-C., Salamine de Chypre II, Paris : De Boccard, 1971.
- Un Dépôt de sculptures archaïques (Ayios Varnavas, site A), Salamine de Chypre V, Paris : De Boccard, 1974.
- Dictionnaire illustré multilingue de la céramique du Proche Orient antique (dir.), Lyon : CMO 10, 1981.
- Pausanias : Description de l’Attique, traduction originale et notes, Paris : Maspéro, 1972. Rééd. Paris : La Découverte, 1983.
- Le Centre de la ville, 38e-40e campagnes (1978-1984), Ras Shamra-Ougarit III, avec collab., Paris : ERC, 1987.
- Arts et Industries de la pierre, Ras Shamra-Ougarit VI, Paris : ERC, 1991.
- La Cité d’Ougarit, sur le tell de Ras Shamra, Paris : ERC (série IFAPO n° 2), 1997. Version anglaise : The City of Ugarit at Tell Ras Shamra, Winona Lake, Indiana : Eisenbrauns, 2005.
- Kition dans les Textes, Kition-Bamboula V, Paris : ERC, 2004.
- Kition de Chypre, Paris : ERC (série IFAPO n° 4), 2006.
- Le Sanctuaire sous la colline, Kition-Bamboula VI, avec A. Caubet & S. Fourrier,  Lyon : TMO 67, 2015.